# Brandon Routh
Brandon James Routh (Des Moines, Iowa, 1979. október 9. –) modell és színész. 
Iowa-ban nőtt fel, de színészi karrierjét Los Angelesben kezdte meg a 2000-es évek elején különböző televíziós sorozatokban. Legismertebb szerepe Clark Kent / Superman a Superman visszatér (2006) című szuperhősfilmben. Az Arrowverzumban játszódó több televíziós sorozatban Ray Palmert, vagyis Atomot formálta meg, illetve Supermanként is feltűnt.

## Fiatalkora és családja
Brandon harmadikként született négygyerekes családba, a tanár Katie és az asztalos Ron Routh fiaként. Családja metodista. Német, francia, angol és amerikai őslakos felmenőkkel rendelkeznek. Gyerekkorában a főállású színész pálya elképzelhetetlen volt számára a kisvárosi háttere miatt. Szabadidejében trombitán és zongorán játszott, úszott és futballozott. A Norwalk-i középiskolában sportolt, zenélt és színdarabokban lépett fel. Saját magát a mama kedvencének titulálta. Állítása szerint a gimnáziumi évek alatt nem volt a legnépszerűbb diákok között. Kamaszként nagyon szerette a Superman-filmeket és képregényeket.
Az Iowa-i egyetemre nyert felvételt, ahol irodalmat hallgatott és írói karrierre törekedett. Ez idő alatt kezdett el modellkedni, hogy fedezni tudja a tandíját. Sokszor megjegyezték, hogy nagyon hasonlít a Superman-t megformáló Christopher Reeve-re.

## Pályafutása
1999-ben otthagyta az egyetemet és előbb New Yorkba, majd Los Angelesbe költözött, hogy színész lehessen. Először Christina Aguilera "What a Girl Wants" című videóklipjében  szerepelt. Első jelentős szerepét a Hetesfogat című sorozatban kapta. Ezután 2000-ben az Alul semmi és Szívek szállodája több epizódjában tűnt fel.

### Superman
A Warner Bros. több mint egy évtizedet szánt a Superman legújabb feldolgozásának előkészítésére. A szerepre több neves színészt meghallgattak, szóba került többek között Nicolas Cage, Josh Hartnett, Brendan Fraser, Paul Walker, Ashton Kutcher, Keanu Reeves, Will Smith és James Caviezel. A rendező Bryan Singer úgy vélte, a korábbi Superman-filmek tradícióit követve egy addig ismeretlen színésszel szeretne dolgozni.
Brandon meghallgatását látva Singer megjegyezte, hogy Routh a megtestesült Superman. Lenyűgözte, hogy megszólalásig hasonlít a képregényfigurára, a sebezhetőség és a bizalom megtestesítőjét látta benne és amellett a színész közép-nyugati gyökerei miatt is tökéletes volt a szerepre. Singer két találkozó után döntött Brandon mellett, de ezt csak két hónappal később tudatta vele. A női főszereplőt, Lois Lane-t Kate Bosworth, Lex Luthort pedig Kevin Spacey alakította. Routh edzéssel is készült, ugyanis  a karaktere hiteles megformálásához 10 kilogramm izmot kellett magára szednie. A filmet 2005 februárjában, Sydney-ben kezdték el forgatni és 2006-ban mutatták be az Államokban. 
Habár Brandon két lehetséges folytatásra is aláírt, az alacsony bevétel miatt ezek nem készültek el. Routh azzal kommentálta a kritikákat, hogy reméli, emlékezteti az embereket az időközben ikonikussá vált Christopher Reeve-re, de ezzel egyidejűleg szeretné, ha őt egy teljesen úgy Supermannek látnák. A 2006-os Spike TV Awardon elnyerte a legjobb szuperhősnek járó díjat, amit így a Rozsomák / Farkas képregényszereplőt megformáló Hugh Jackman elől happolt el.
A Warner Bros. 2008-ban hivatalosan is bejelentette, hogy A sötét lovag példáján felbuzdulva, sötétebb irányban szeretnék folytatni a filmek készítését. Brandon szerződése 2009-ben járt le, de azt mondta, ha van rá lehetőség, szívesen visszatérne. Végül azonban Henry Cavill brit színész főszereplésével készült el a 2013-ban bemutatott Az acélember című reboot.

### Egyéb szerepek
A 2008-as Lie to Me című romantikus drámában felesége , Courtney Ford partnere volt. Feltűnt a Kevin Smith rendezte Zack és Miri pornót forgat című filmben és egy Bollywood-i produkcióban is.
2009-ben a Scott Pilgrim a világ ellen című filmben egy arrogáns, nárcisztikus basszusgitárost formált meg.

## Magánélete
2006 augusztusában, három évi ismertség után kérte meg barátnője, Courtney Ford színésznő kezét. A pár 2007-ben Santa Barbara-n kelt egybe. Los Angelesben élnek.
Brandon testvére, Sarah a Superman visszatér betétdalának társszerzője. 
Routh nagy rajongója a World of Warcraft videójátéknak.
A 2008-as elnökválasztási kampány során egyetemeken turnézott a demokratikus jelölt és korábbi elnök, Barack Obama mellett.

## Filmográfia

### Film
| Év   | Magyar cím                         | Eredeti cím                 | Szerep                     | Magyar hang  |
| ---- | ---------------------------------- | --------------------------- | -------------------------- | ------------ |
| 2006 |                                    | Karla                       | Tim Peters                 |              |
| 2006 | Superman visszatér                 | Superman Returns            | Clark Kent / Superman      | Nagy Ervin   |
| 2008 |                                    | Lie to Me                   | James                      |              |
| 2008 | Zack és Miri pornót forgat         | Zack and Miri Make a Porno  | Bobby Long                 | Nagy Ervin   |
| 2008 | Az informátorok (törölt jelenetek) | The Informers               | Bruce                      |              |
| 2009 |                                    | Life Is Hot in Cracktown    | Sizemore                   |              |
| 2009 |                                    | Stuntmen                    | Kirby Popoff               |              |
| 2009 | Rémes hármas                       | Table for Three             | Scott Teller               | Szabó Máté   |
| 2009 |                                    | Kambakkht Ishq              | önmaga (cameo)             |              |
| 2010 | Miss Senki                         | Miss Nobody                 | Milo Beeber                | Fehér Tibor  |
| 2010 | Nincs határ                        | Unthinkable                 | Jackson ügynök             | Varga Rókus  |
| 2010 | Scott Pilgrim a világ ellen        | Scott Pilgrim vs. the World | Todd Ingram                | Seder Gábor  |
| 2011 | Dylan Dog: Halálos éjszaka         | Dylan Dog: Dead of Night    | Dylan Dog                  |              |
| 2012 |                                    | Crooked Arrows              | Joe Logan                  |              |
| 2014 |                                    | Missing William             | James Anderson             |              |
| 2015 | 400 nap                            | 400 Days                    | Theo Cooper százados       | Czető Roland |
| 2016 |                                    | Lost in the Pacific         | Mike                       |              |
| 2017 |                                    | Vixen: The Movie            | Ray Palmer / Atom (hangja) |              |
| 2020 |                                    | Anastasia: Once Upon a Time | II. Miklós orosz cár       |              |

Egyéb filmek
- 2006: Denial – férfi (rövidfilm)
- 2006: Look, Up in the Sky! The Amazing Story of Superman – önmaga (dokumentumfilm)
- 2011: Cost of Living – Silus (rövidfilm)
- 2011: Number Nine – John (rövidfilm)

### Televízió
| Év        | Magyar cím               | Eredeti cím                    | Szerep                                               | Megjegyzések                                                                     |
| --------- | ------------------------ | ------------------------------ | ---------------------------------------------------- | -------------------------------------------------------------------------------- |
| 1999      | Hatosfogat               | Odd Man Out                    | Connor Williams                                      | 1 epizód                                                                         |
| 2000      | Alul semmi               | Undressed                      | Wade                                                 | 4 epizód                                                                         |
| 2000      | Szívek szállodája        | Gilmore Girls                  | srác a koncerten                                     | 1 epizód                                                                         |
| 2001–2002 |                          | One Life to Live               | Seth Anderson                                        | 2 epizód                                                                         |
| 2003      | Döglött akták            | Cold Case                      | Henry Phillips fiatalon                              | 1 epizód                                                                         |
| 2004      | Will és Grace            | Will & Grace                   | Sebastian                                            | 1 epizód                                                                         |
| 2004      |                          | Oliver Beene                   | Brian                                                | 1 epizód                                                                         |
| 2005      |                          | Awesometown                    | Dino Wong rendőr                                     | rövidfilm                                                                        |
| 2006      | The Batman               | The Batman                     | John Marlowe / Everywhere Man (hangja)               | 1 epizód                                                                         |
| 2008      | A félelem maga           | Fear Itself                    | Bobby                                                | - 1 epizód - magyar hangja: - Dévai Balázs                                       |
| 2010–2011 | Chuck                    | Chuck                          | Daniel Shaw                                          | 12 epizód                                                                        |
| 2012–2013 | Partnerek                | Partners                       | Wyatt Plank                                          | 13 epizód                                                                        |
| 2013      |                          | Newsreaders                    | Miles Van Cleef                                      | 1 epizód                                                                         |
| 2013–2014 |                          | Chosen                         | Max Gregory                                          | 6 epizód                                                                         |
| 2014      |                          | The Exes                       | Steve                                                | 2 epizód                                                                         |
| 2014      |                          | Enlisted                       | Brandon Stone                                        | 2 epizód                                                                         |
| 2014      | A Miller család          | The Millers                    | Dixon rendőr                                         | 1 epizód                                                                         |
| 2014      | A karácsony kilenc élete | The Nine Lives of Christmas    | Zachary Stone                                        | tévéfilm                                                                         |
| 2014–2020 | A zöld íjász             | Arrow                          | Ray Palmer / Atom                                    | 21 epizód                                                                        |
| 2015–2022 | Flash – A Villám         | The Flash                      | Ray Palmer / Atom                                    | 5 epizód                                                                         |
| 2015–2022 | Flash – A Villám         | The Flash                      | Clark Kent / Superman (Earth-96)                     | 1 epizód                                                                         |
| 2016–2021 | A holnap legendái        | Legends of Tomorrow            | Ray Palmer / Atom                                    | - főszereplő (1–5. évad) - vendégszereplő (7. évad) - magyar hangja: - Pál Tamás |
| 2016–2021 | A holnap legendái        | Legends of Tomorrow            | Clark Kent / Superman (Earth-96)                     | 1 epizód                                                                         |
| 2016      |                          | Vixen                          | Ray Palmer / Atom (hangja)                           | websorozat (3 epizód)                                                            |
| 2016      |                          | Lady Dynamite                  | Jack Tripper                                         | 1 epizód                                                                         |
| 2019      | Feketék fehéren          | Black-ish                      | Banner Copeland                                      | 1 epizód                                                                         |
| 2019      | Félsz a sötétben?        | Are You Afraid of the Dark?    | Theo Coscarelli                                      | 1 epizód                                                                         |
| 2019      | Supergirl                | Supergirl                      | Ray Palmer / Atom                                    | 1 epizód                                                                         |
| 2019      | Batwoman                 | Batwoman                       | Ray Palmer / Atom                                    | 1 epizód                                                                         |
| 2019      | Batwoman                 | Batwoman                       | Ray Palmer / Atom / Clark Kent / Superman (Earth-96) | 1 epizód                                                                         |
| 2020      |                          | Home Movie: The Princess Bride | Westley                                              | 1 epizód                                                                         |
| 2021      | Az újonc                 | The Rookie                     | Doug Stanton rendőr                                  | - visszatérő szereplő (3. évad) - magyar hangja: - Pásztor Tibor                 |
| 2021      | Kiscicát karácsonyra     | The Nine Kittens of Christmas  | Zachary Stone                                        | tévéfilm                                                                         |
| 2021      |                          | Slugfest                       | Joe Simon                                            | dokumentumsorozat                                                                |
| 2021      |                          | With Love                      | Leo                                                  | 2 epizód                                                                         |
| 2023      |                          | Quantum Leap                   | XO Alexander Augustine                               | 1 epizód                                                                         |
| 2023      | Scott Pilgrim rákapcsol  | Scott Pilgrim Takes Off        | Todd Ingram (hangja)                                 | minisorozat (8 epizód)                                                           |

## Fordítás
- Ez a szócikk részben vagy egészben  a   Brandon Routh című angol Wikipédia-szócikk fordításán alapul.  Az eredeti cikk szerkesztőit annak laptörténete sorolja fel. Ez a jelzés csupán a megfogalmazás eredetét és a szerzői jogokat jelzi, nem szolgál a cikkben szereplő információk forrásmegjelöléseként.